# 国民议会 (尼日利亚)
国民议会（英語：National Assembly）是尼日利亚的国家立法机关。国民议会实行两院制，由参议院和众议院组成。两院议员均由各政党提名，经各自相应选区选民直接选举产生，任期4年，届满后全部改选，可无限期连任。